# Sicário

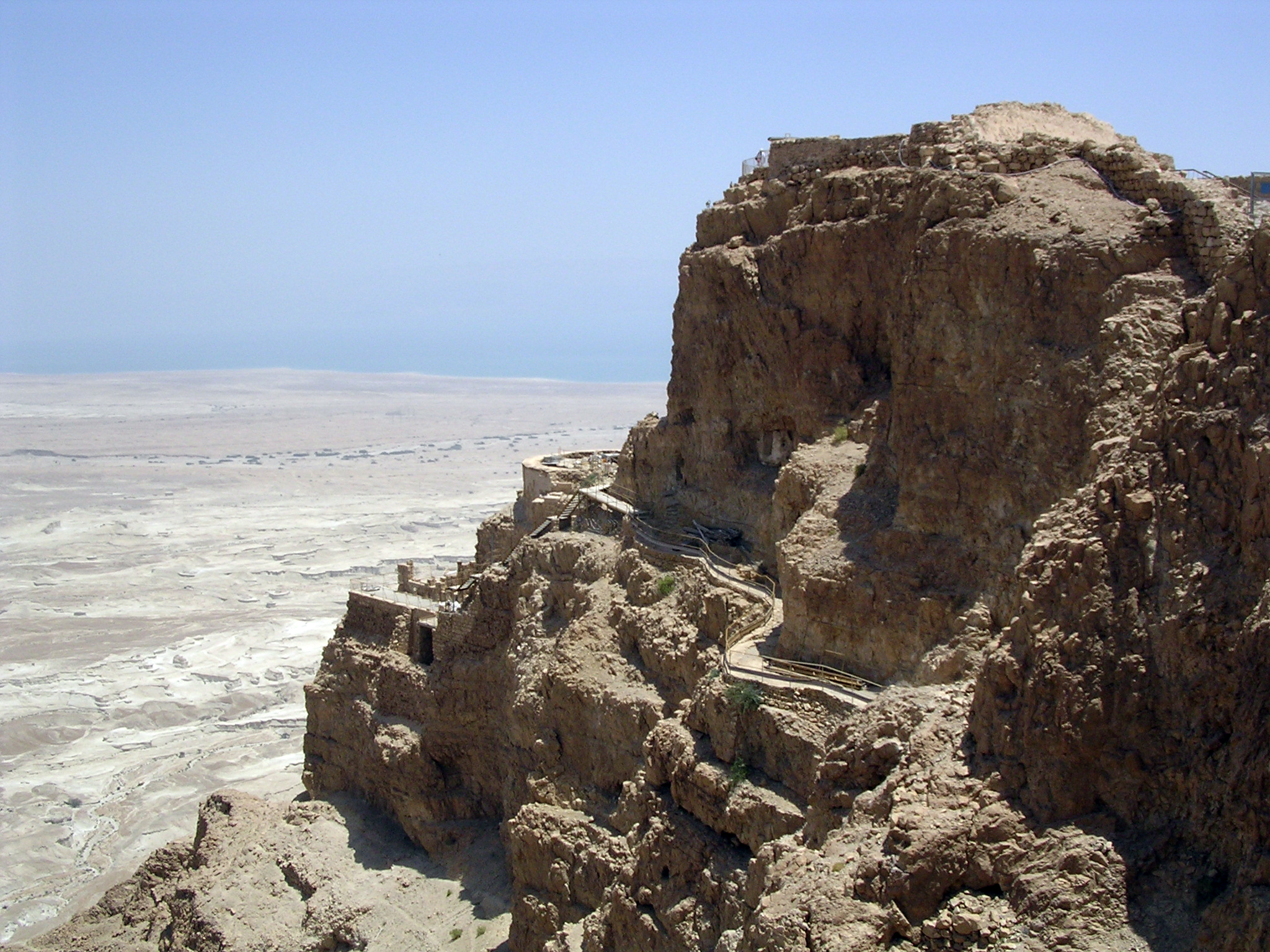
Massada, em Israel.

Sicário (em latim: sicarius  - "homem da adaga"; pl. sicarii) é um termo aplicado, nas décadas imediatamente precedentes à destruição de Jerusalém em 70, para definir um grupo de zelotas judeus, que tentaram expulsar os romanos e seus simpatizantes da Judeia. Os sicários utilizavam a "sica", o termo latino para um tipo de adaga pequena, escondidas em seus mantos, a origem de seu nome. Em reuniões públicas, eles sacavam estas adagas para atacar romanos ou judeus simpatizantes, se misturando depois à multidão para escapar. Os sicários foram um dos primeiros grupos organizados cujo objetivo era a realização de assassinatos, muito antes dos assassinos do Oriente Médio e dos ninjas japoneses.
Com o tempo o termo sicário passou também a designar assassinos contratados, numa referência às pessoas que matam em troca de dinheiro ou mesmo de promessas de grande recompensas. Hoje esta palavra é empregada para designar o homicida, voluntário ou involuntário. Mais recentemente, porém, o termo começou também a significar, em sentido estrito, mas não exclusivo, os grupos fundamentalistas que, atualmente, levam a cabo atentados terroristas.

## Etimologia
O vocábulo sicário deriva da palavra latina sica, como era conhecido um pequeno punhal curvo ou adaga, que se podia facilmente ocultar debaixo da roupa, ou mesmo na palma da mão. Era usado sobretudo pelos trácios, tidos como  criminosos e mercenários pelos antigos romanos

## História
Vítimas dos sicários incluem Jonatã, o Sumo-sacerdote, embora seja possível que seu assassinato tenha sido orquestrado pelo governador romano Antônio Félix. Alguns assassinatos foram seguidos de severas retaliações pelos romanos sobre toda a população judaica de forma indiscriminada. Às vezes, os sicários podiam ser subornados para poupar suas vítimas e, segundo Flávio Josefo, certa vez, depois de sequestrarem o secretário de Eleazar, o governador dos recintos do Templo, os sicários concordaram em soltá-lo em troca da libertação de dez de seus companheiros que estavam presos.
No começo da Primeira guerra romano-judaica, os sicários e, possivelmente, os ajudantes zelotes (Josefo distingue os dois grupos, mas não explica as diferenças entre eles) conseguiram invadir Jerusalém e cometeram uma série de atrocidades para forçar uma guerra. Segundo um relato, presente no Talmude, eles destruíram as reservas de comida da cidade para que a população fosse forçada a lutar contra um provável cerco romano ao invés de negociar uma paz. Seus líderes, incluindo Menahem ben Judá e Eleazar ben Ya'ir, foram importantes figuras durante a guerra e o grupo lutou muitas batalhas contra os romanos como soldados. Juntamente com um pequeno grupo de seguidores, Menahem conseguiu chegar até a fortaleza de Massada e massacrou a guarnição romana de quase 700 soldados que lá estava. O grupo se apoderou também da Fortaleza Antônia, subjugando as tropas de Herodes Agripa II. Menahem treinou os sicários na condução de diversas operações de guerrilha e realizou ataques a comboios e legiões romanas por toda a Judeia.
Josefo também escreveu que os sicários atacaram as vilas judaicas vizinhas, incluindo Ein Gedi, onde massacraram 700 mulheres e crianças.
Os zelotes, os sicários e outros proeminentes revolucionários finalmente juntaram forças para atacar e conseguiram liberar Jerusalém em 66, retomando o controle do Templo, executando todos os que tentaram impedi-los. A população local se irritou e lançou um série de cercos e raides para remover do Templo as facções radicais, que acabaram vencendo a revolta e mantiveram o controle de Jerusalém por toda a guerra. Os romanos finalmente chegaram para retomar a cidade e começaram uma série de contra-ataques e cercos para tentar matar de fome os rebeldes na cidade, que conseguiram se defender por um considerável período de tempo, mas acabaram sucumbindo às constantes rusgas internas e à falta de liderança. Menahem foi executado por uma facção rival durante uma altercação e, logo depois, os romanos invadiram e destruíram a cidade inteira em 70.
Eleazar e seus seguidores conseguiram fugir para Massada e continuaram a resistir até 73, quando os romanos finalmente tomaram a fortaleza e, segundo Josefo, encontraram seus defensores todos mortos por preferirem o suicídio à rendição. Em "A Guerra dos Judeus" (vii), Josefo conta que, depois da queda do Templo em 70, os sicários se transformaram no principal partido revolucionário judaico, mas disperso pelo estrangeiro. Ele associa-os particularmente ao suicídio em massa em Massada e à subsequente recusa em "se submeter ao censo fiscal quando Cirênio foi enviado à Judeia para realizar um" como parte de seu esquema político-religioso de resistência armada.
Acredita-se que Judas Iscariotes, um dos doze apóstolos de Jesus segundo o Novo Testamento era um sicário, uma opinião rejeitada pela maioria dos historiadores modernos, principalmente por que Josefo, em "A Guerra dos Judeus" (2:254–7), menciona a aparição dos sicários como um novo fenômeno durante o mandato do procurador Antônio Félix (r. 52–60), sem ter, aparentemente, nenhuma relação com o grupo chamado de sicarii na época de Quirino.